# Michael Olise
Michael Akpovie Olise (* 12. prosince 2001 Londýn) je francouzský profesionální fotbalista, který hraje na pozici ofensivního záložníka či křídelníka za Německý Bayern Mnichov
Olise se narodil v Anglii, ale v mládežnických výběrech reprezentoval Francii.

## Klubová kariéra

### Reading
Olise debutoval v dresu Readingu 12. března 2019 při prohře 3:0 s Leedsem United. 15. července podepsal s klubem svoji první profesionální smlouvu, a to do roku 2022. Svůj první ligový gól za Reading vstřelil 19. září 2020, když v 76. minutě zápasu proti Barnsley dal na konečných 2:0.
Za své výkony v sezóně 2020/21, když v 44 ligových zápasech vstřelil 7 branek a na dalších 12 asistoval, byl v dubnu 2021 zvolen nejlepším mladým hráčem EFL Championship a také se dostal do nejlepší jedenáctky soutěže.

### Crystal Palace
Dne 8. července 2021 přestoupil Olise do prvoligového Crystal Palace, které aktivovalo jeho výstupní klausuli ve výši 9,3 milionů euro. V klubu podepsal smlouvu do roku 2026. Svého debutu v anglické nejvyšší soutěži se dočkal 11. září při domácí výhře 3:0 nad londýnským Tottenhamem Hotspur, když v 86. minutě vystřídal Jordana Ayewa.
Svůj první gól v Premier League vstřelil 3. října 2021 při remíze 2:2 proti Leicesteru City. Stal se tak nejmladším ligovým střelcem klubu od roku 1998, kdy se střelecky prosadil Clinton Morrison.

## Reprezentační kariéra
Olise se narodil v Anglii nigerijskému otci a francouzsko-alžírské matce. Má tak možnost reprezentovat Francii, Alžírsko, Anglii i Nigérii na reprezentační úrovni. Dne 27. května 2019 byl povolán do francouzské reprezentace do 18 let na Tournoi de Toulon.

## Statistiky
K 14. březnu 2022
| Klub           | Sezóna  | Liga           | Liga   | Liga | FA Cup | FA Cup | EFL Cup | EFL Cup | Celkem | Celkem |
| Klub           | Sezóna  | Liga           | Zápasy | Góly | Zápasy | Góly   | Zápasy  | Góly    | Zápasy | Góly   |
| -------------- | ------- | -------------- | ------ | ---- | ------ | ------ | ------- | ------- | ------ | ------ |
| Reading        | 2018/19 | Championship   | 4      | 0    | 0      | 0      | 0       | 0       | 4      | 0      |
| Reading        | 2019/20 | Championship   | 19     | 0    | 3      | 0      | 1       | 0       | 22     | 0      |
| Reading        | 2020/21 | Championship   | 44     | 7    | 1      | 0      | 1       | 0       | 46     | 7      |
| Reading        | Celkem  | Celkem         | 67     | 7    | 4      | 0      | 2       | 0       | 73     | 7      |
| Crystal Palace | 2021/22 | Premier League | 22     | 2    | 3      | 2      | 0       | 0       | 25     | 4      |
| Celkem         | Celkem  | Celkem         | 89     | 9    | 7      | 2      | 2       | 0       | 98     | 11     |

## Ocenění

### Individuálbí
- Mladý hráč sezóny EFL Championship: 2020/21[14]

- Jedenáctka sezóny EFL Championship: 2020/21[15]